# Brenthis japygia
Brenthis japygia är en fjärilsart som beskrevs av Hermann Stauder 1921. Brenthis japygia ingår i släktet Brenthis och familjen praktfjärilar. Inga underarter finns listade i Catalogue of Life.